# 藤原儼子
藤原 儼子（ふじわら の げんし/たけこ、970年代後半 - 長和5年正月21日〈1016年3月8日〉）は、平安時代の女性。藤原為光の四女。母は藤原伊尹の娘。四の君とも。

## 人物
花山天皇の愛人で、法皇の死後、藤原妍子の女官、ついで藤原道長の妾となる。
長徳2年（996年）頃、儼子の元に花山法皇が通っていたところ、藤原伊周はそれを自分の想い人である三の君に通っていると勘違いし長徳の変に発展した。
長和5年（1016年）1月21日に道長の子を産むが、死産で母子共々死去したという。